# Killorglin (stacja kolejowa)
Killorglin – dawna stacja kolejowa na linii Farranfore – Valentia Harbour, znajdująca się w Killorglin w hrabstwie Kerry w Irlandii. Stację otwarto 15 stycznia 1885 roku, a zamknięto, wraz z całą linią, 1 lutego 1960. Posiadała  jeden peron oraz budynek stacyjny, a także lokomotywownię oraz obrotnicę.